# Yi Hae-won
Pour les articles homonymes, voir Yi.
Titre
Prétendante au trône impérial de Corée
Disputé
16 juillet 2005 – 8 février 2020
(14 ans, 6 mois et 23 jours)
Yi Hae-won, née le 24 avril 1919 et décédée le 8 février 2020 est une princesse de Corée, prétendante de 2005 à sa mort au trône impérial coréen. Elle est la seconde fille du prince impérial Ui, lui-même cinquième fils de l'empereur Kojong de Corée, et de sa maîtresse, Lady Sudeokdang. Yi est l'aînée survivante du prince impérial Ui, et une de ses nombreux descendants, incluant son frère Yi Seok et son neveu Yi Won qui prétendent tous deux être également héritiers légitimes de la maison impériale coréenne,,.

## Biographie

### Jeunesse et formation
Yi est née au palais impérial de Sadong, qui est une résidence officielle de sa famille, au sein de la ville de Séoul. Elle sort diplômée de la Kyunggi High School en 1936 et s'est marié à Lee Seunggyu qui est enlevé et transporté en Corée du Nord durant la guerre de Corée. Le couple a eu trois fils, et une fille.

### Intronisation en tant qu'impératrice de Corée
À la suite du décès du prince Yi Ku le 16 juillet 2005, certains membres de la famille impériale choisirent le prince Yi Won, enfant adopté, pour la succession à la tête de la Maison impériale, le gratifiant du titre de « Prince impérial de Corée (Hwangsason) », titre hérité de Yi Ku. Contestant cette décision, l'Association de la Maison Impériale de Corée, composée de douze descendants de la Dynastie Joseon, a organisé une cérémonie le 29 septembre 2006, durant laquelle Yi Haewon a été couronnée « impératrice de Corée ». Cette cérémonie n'a cependant pas été soutenue par la famille parce que le titre d'empereur avait été aboli durant le règne du roi-empereur Sunjong de Corée,.

## Titulature
- 24 avril 1919 - 16 juillet 2005 : Son Altesse Impériale et Royale la princesse Yi Hae-won de Corée
  - 16 juillet 2005 - 8 février 2020 : Sa Majesté Impériale et Royale l'Impératrice Yi Hae-won de Corée, Reine de Joseon